# St.-Georgs-Kirche (Calvörde)

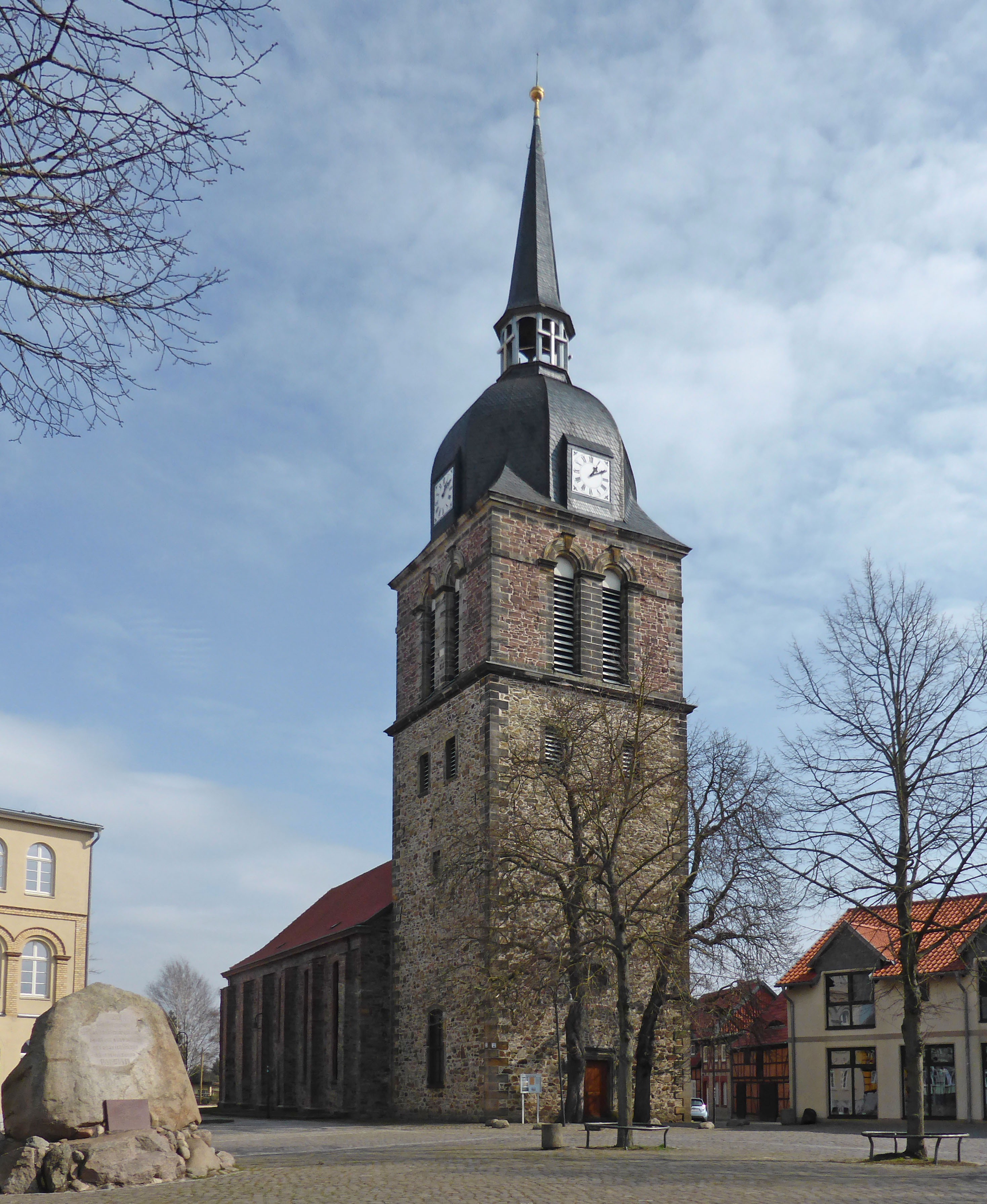
Blick vom Marktplatz auf die St.-Georgs-Kirche

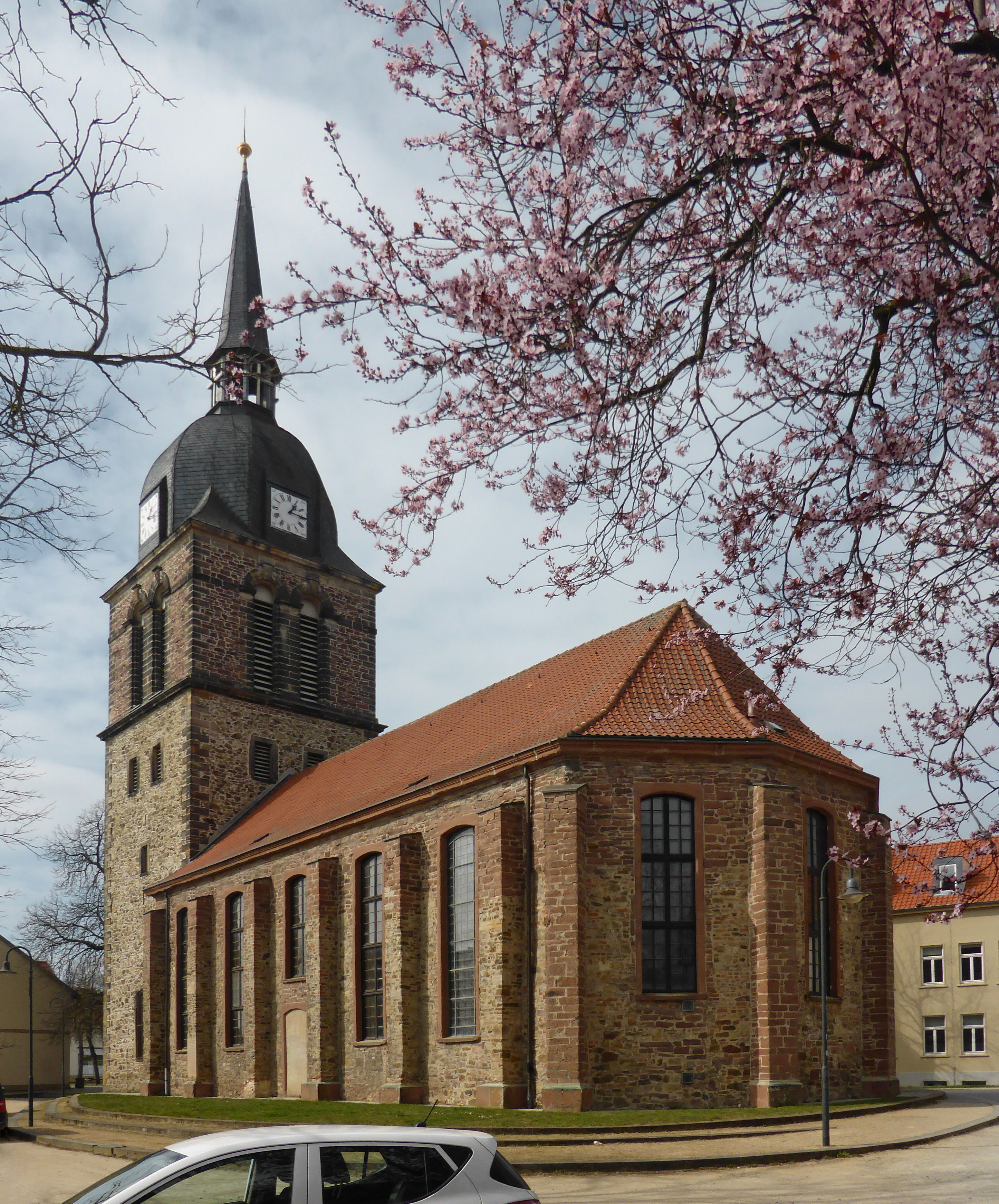
Ansicht von Südosten

Die St.-Georgs-Kirche im Flecken Calvörde ist eine Kirche der Evangelisch-lutherischen Landeskirche in Braunschweig. Sie ist die Hauptkirche des Pfarrverbands Calvörde-Uthmöden.

## Geschichte

### Erste Kirche
Die erste Pfarrkirche wurde 1110 durch den Grafen Dietrich von Hillersleben gegründet. Über sie ist bekannt, dass sie dem Heiligen Georgi geweiht und als romanisches Bauwerk ausgeführt wurde. 1492 fiel sie einem Brand zum Opfer.

### Zweite Kirche
Danach wurde ein Fachwerkbau errichtet, der 1609 wegen Baufälligkeit abgerissen wurde. Aus dieser Kirche ist ein Flügelaltar erhalten, der am 15. August 1613 verkauft wurde und sich nun in der Kirche zu Dannefeld befindet.

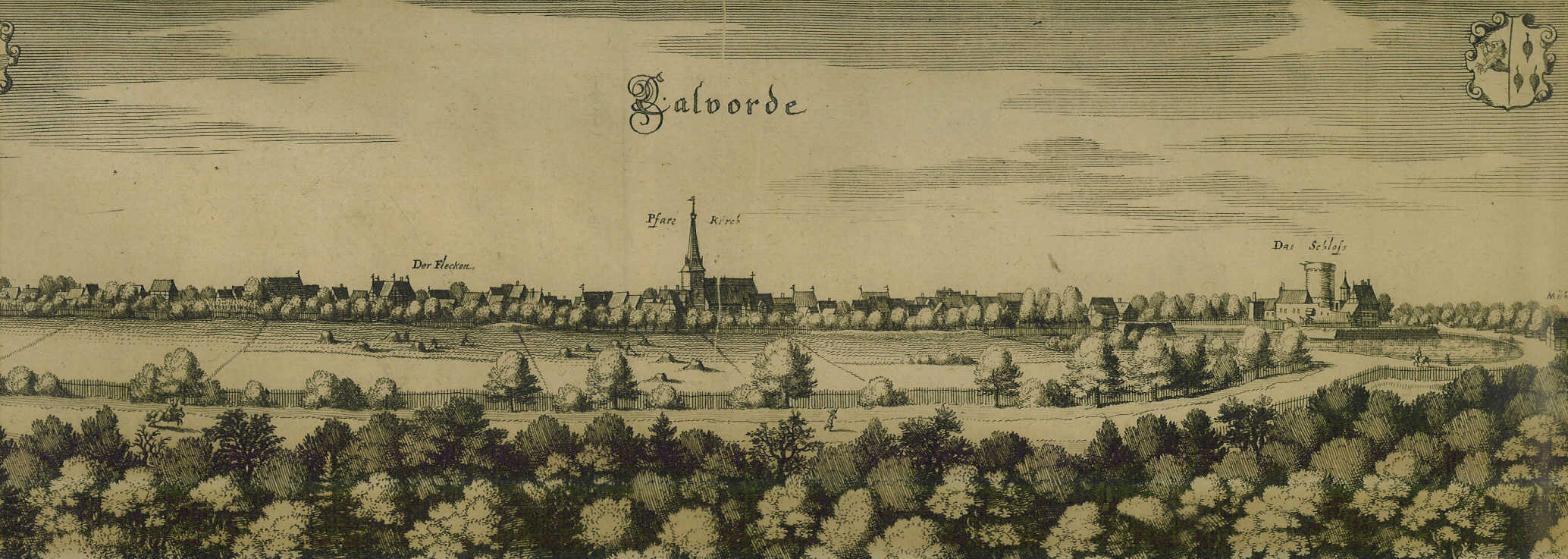
Merian-Stich um 1654 mit der dritten Kirche

### Dritte Kirche
Zwischen März 1613 und Mai 1614 wurde eine neue Kirche gebaut, über diese liegt heute noch die Baurechnung vor. Herzog Joachim Karl hielt sich damals 7 Jahre auf der Burg Calvörde auf und stiftete einen gemauerten Altar, einen Predigtstuhl, ein bronzenes Taufbecken und die Orgel. Der Kirchturm mit 5 Glocken (Baubeginn 1646) wurde 1650 fertiggestellt. Er ist auf dem Merianstich von 1652 sichtbar. Am 6. Oktober 1700 zerstörte ein Feuer die Kirche. Nur die Altarleuchter von 1615 wurden gerettet.

## Heutige Kirche

### Das Gebäude
Die Mittel zum Bau der heutigen St.-Georgs-Kirche wurden durch Ersparnisse der Bürger und durch den Verkauf des zur Kirche gehörenden Philippsche Gut an den Oberhauptmann von Lautitz aufgebracht. Auch Herzog Anton Ulrich stiftete 50 Taler für den Kirchenneubau. Die geostete Kirche wurde 80 Fuß lang, 44 Fuß breit und 22 Fuß hoch. Gedeckt wurde diese Kirche mit einem gebrochenen Dach mit 13 Mansardenfenstern, sie hat zwei Emporen. Die Umfassungsmauer ist 3 Fuß dick und von 12 Pfeilern von außen gestützt. Die heutige Sakristei liegt am Treppenaufgang zur Kanzel. Rechts der Sakristei war ein Raum, in dem Särge der Familie von Lautitz standen, er wurde jedoch 1777 zugemauert. Unter der Sakristei sind heute noch Särge.

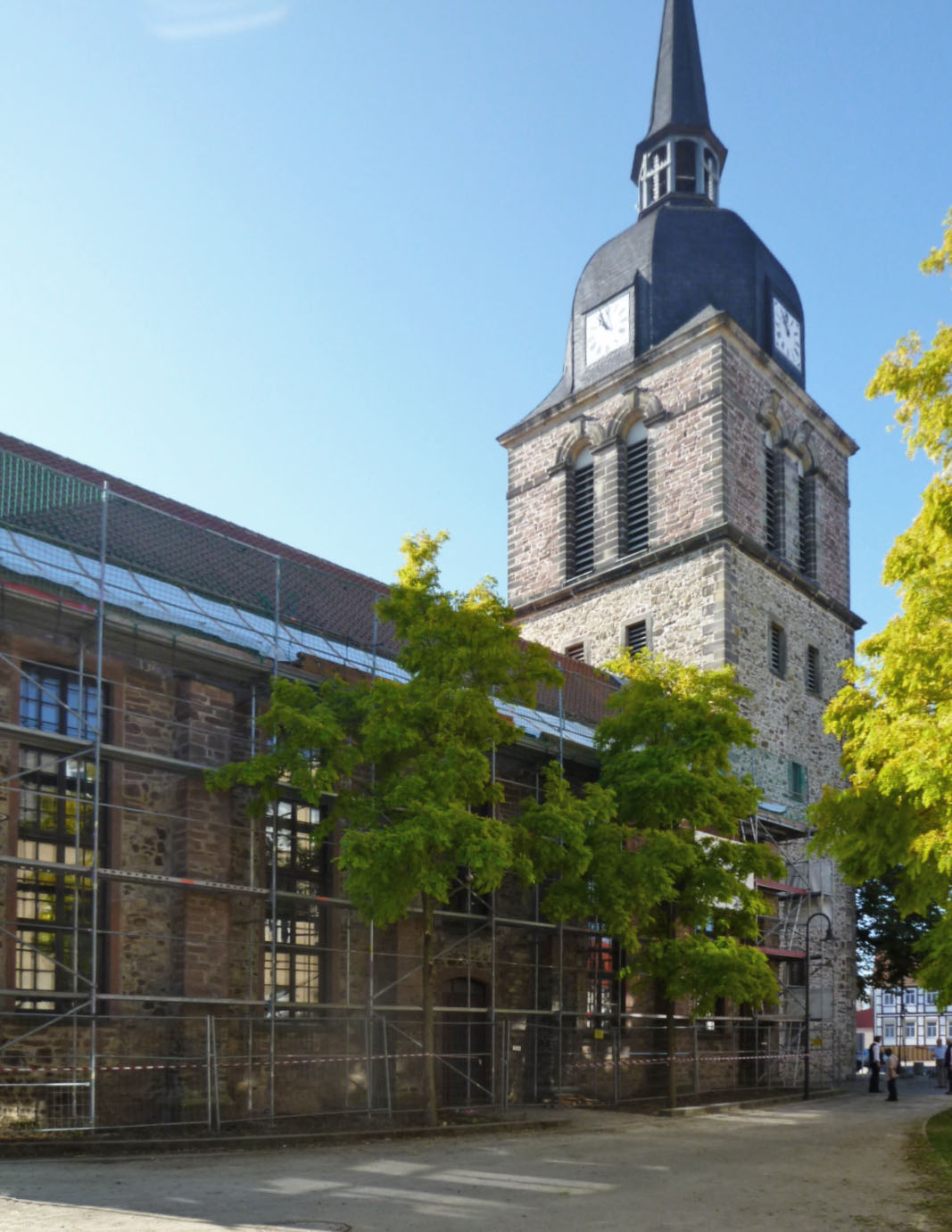
Deckenarbeiten 2011

Der Altar ist aus Holz, auf ihm stehen die beim Brand von 1700 geretteten Altarleuchter aus Messing. Die alten Glocken wurden in Isernhagen (in der Calvörder Feldmark) zu neuen Glocken umgegossen. 1702 wurde eine Turmuhr angeschafft. Erst 1729 wurde ein Turm mit 6 Fuß dickem Mauerwerk errichtet, dessen Höhe sich auf 68 Fuß belief. 1742 wurde eine neue Orgel eingebaut.
1861 wurde das Innere der Kirche völlig umgestaltet, das Bauwerk wurde mit einem schlichten Giebeldach und einer Flachdecke im Inneren ausgestattet.
1887/88 erhielt die Kirche eine neue Innenausmalung. Der Taufstein aus Zement war ein Geschenk der Familie Vibrants, diese stellte über 200 Jahre den Calvörder Bürgermeister. 1909 wurde die Kirche elektrifiziert und die alte Gasbeleuchtungsanlage von 1882 konnte entfernt werden. 1985 wurde die Kirche im Innern größtenteils saniert, 2011 folgten innen und außen umfangreiche Deckenarbeiten.
An der Südseite der Kirche außen befindet sich eine Sonnenuhr.

### Orgel
Die Orgel stammt in ihren Ursprüngen aus dem Jahr 1742 und wurde vom Magdeburger Orgelbauer Christoph Treutmann gebaut. Bis Mitte des 19. Jahrhunderts wurde das Instrument mehrmals überarbeitet, repariert und umdisponiert. Dann wurde der Orgelbauer August Troch aus Neuhaldensleben mit einem Umbau beauftragt, der einem Neubau gleichkam: unter Verwendung des historischen Gehäuses und von Teilen des vorhandenen Pfeifenwerkes wurden Anbauten und eine komplette Umdisponierung vorgenommen. Anfang des 20. Jahrhunderts gingen weitere Teile des Originalpfeifenwerks durch Reparaturen und Umdisponierungen verloren. 1917 mussten die Prospektpfeifen für militärische Zwecke abgegeben werden, sie wurden 1933 durch heute noch vorhandene Zinkpfeifen ersetzt.
Im Jahr 2013 nahm die Werkstatt Emil Hammer Orgelbau eine technische Instandsetzung der Orgel vor, wobei der Erhalt der historischen Substanz und der Bauteile, die durch massiven Schädlings- und Schimmelbefall gefährdet waren, im Vordergrund stand. Das Instrument hat heute 24 Register auf zwei Manualen und Pedal.

### Glocken
1887/88 wurde der neue, 52 Meter hohe Kirchturm gebaut; er bekam neue Glocken. Während des Ersten Weltkrieges mussten 1917 die beiden großen Glocken aus Bronze abgeliefert werden, nur noch eine Glocke blieb übrig. 1922 wurden die beiden abgelieferten Glocken durch Stahlglocken ersetzt. Dem Zweiten Weltkrieg fiel die verbliebene Bronzeglocke zum Opfer, die erst 2003 durch einen neuen Bronzeguss ersetzt wurde.
| Nr. | Gießerei                                 | Gussjahr |        | Durchmesser | Gewicht | Schlagton | Inschrift |
| --- | ---------------------------------------- | -------- | ------ | ----------- | ------- | --------- | --- |
| 1   | entwendet 1917 für Kriegsführung         |          | Bronze |             |         |           | unbekannt |
| 2   | entwendet 1917 für Kriegsführung         |          | Bronze |             |         |           | unbekannt |
| 3   | entwendet im 2. Weltkrieg                |          | Bronze |             |         |           | unbekannt |
| 4   | J. F. Weule, altersbedingt entfernt 2021 | 1922     | Eisen  | 1761 mm     | 2407 kg | d′        | AUS DER TIEFE RUFE ICH, HERR, ZU DIR. PS 130,1 |
| 5   | J. F. Weule, altersbedingt entfernt 2021 | 1922     | Eisen  | 1358 mm     | 1084 kg | fis′      | DAS IST EIN KÖSTLICH DING, DEM HERRN DANKEN UND LOBSINGEN DEINEM NAMEN, DU HÖCHSTER. PS 92,2                                                                                                  |
| 6   | Kunst- und Glockengießerei Lauchhammer   | 2003     | Bronze | 904 mm      | 449 kg  | a′        | VERLEIH UNS FRIEDEN GNÄDIGLICH, HERR GOTT ZU ALLEN ZEITEN, (Bittgebetslied von Martin Luther, 1483–1546)                                                                                      |
| 7   | Glocken- und Kunstgießerei Rincker       | 2021     | Bronze | 1550 mm     | 2200 kg | c′        | DENN IM EVANGELIUM WIRD OFFENBART DIE GERECHTIGKEIT + DIE VOR GOTT GILT + WELCHE KOMMT AUS GLAUBEN IN GLAUBEN + WIE DENN GESCHRIEBEN STEHT + DER GERECHTE WIRD AUS GLAUBEN LEBEN (Römer 1,17) |
| 8   | Glocken- und Kunstgießerei Rincker       | 2021     | Bronze | 1160 mm     | 910 kg  | f′        | SEID NICHT TRÄGE IN DEM + WAS IHR TUN SOLLT + SEID BRENNEND IM GEIST + DIENET DEM HERRN + SEID FRÖHLICH IN HOFFNUNG + GEDULDIG IN TRÜBSAL + HALTET AN AM GEBET (Römer 12,11+12)               |
| 9   | Glocken- und Kunstgießerei Rincker       | 2021     | Bronze | 1030 mm     | 640 kg  | g′        | ES IST DIR GESAGT + MENSCH + WAS GUT IST + UND WAS DER HERR VON DIR FORDERT + NÄMLICH GOTTES WORT HALTEN UND LIEBE ÜBEN UND DEMÜTIG SEIN VOR DEINEM GOTT (Micha 6,8)                          |

## Ausstattung
Eine dreiseitige Kanzel aus dem Anfang des 17. Jahrhunderts (1609) stammt von Herzog Joachim Karl. Ohne Baldachin über dem Hochaltar, an den Ecken korinthische Säulen, die am Sockel mit Köpfen und Früchten im Renaissancestil versehen sind, aber auf barocken Konsolen stehen. Der Fürstenstuhl und die Orgel sind gestiftet von der Herzoginwitwe Anna Sophie von Brandenburg (1659). Die Orgel ist mit barocken Blattfüllungen in den Ecken und ähnlichem Hängewerk an den Seiten vom Jahr 1742 ausgeführt. Ein paar Mal wurde das Instrument erweitert und umgebaut; zuletzt geschah das 1858 unter dem Orgelbaumeister August Troch aus Neuhaldensleben und 1903 durch Hugo Hülle. Die betretbare Prieche ist mit barockem Geländer versehen. An den Längsseiten zweigeschossige Holzpriechen, die oben durch Dachluken erleuchtet werden. Zwei Glasmalereien mit dem von Löwen gehaltenen, mit fünf Helmen versehenen zwölffeldigen Braunschweiger Wappen, laut Inschrift ein Geschenk der Herzöge Rudolf August und Anton Ulrich aus dem Jahr 1703.

### Grabsteine
Die Epitaphe, Inschriften und Figurengrabsteine im Vorraum stammen aus dem 17. und 18. Jahrhundert.
1. Mit der Inschrift : Spes unica Christus anno 1583 den 23. novembris ist der ehrsame Hans Block in Got seligich entschlafen. Anno 1602 am 5. septembris hat Hinrich Block oberurts Hanses Sohn seinen letzten Willen mit eigen Hand beschrieben und verordnet, das Haus und Hof alles verkauft, davon etliche legata richtig gemacht und das andere der Kirche zugewandt werden soll. Welches dann auch also geschehen.
2. Des Amtsmanns zu Calvörde seit 1571 Georg v. Halle, gestorben 18. August 1592.
3. Der Verstorbene ist im Brustbildnis dargestellt, daneben ein Kruzifix mit den Wappen in der Ecke (v. Halle, 2 schräg aufgerichtete Äste mit Trauben, gerautete Querbalken, darüber schreitenden Löwen, Lilie).
4. Des Christop Gewinn, geb. 1636, gest. 1656, Flachrelief des Verstorbenen in ganzer Figur.
5. Des Amtmanns zu Calvörde, Bahrdorf und Neuhaus Friedrich Jakob von Lautitz, geb. 1657, gest. 1719, Inschrifttafel von Pfeilern und Gesims eingefasst, dies mit Wappen bekrönt.
6. Des Predigers Eberhard Johann Leidig, geb. 1709, gest. 1789.[1]

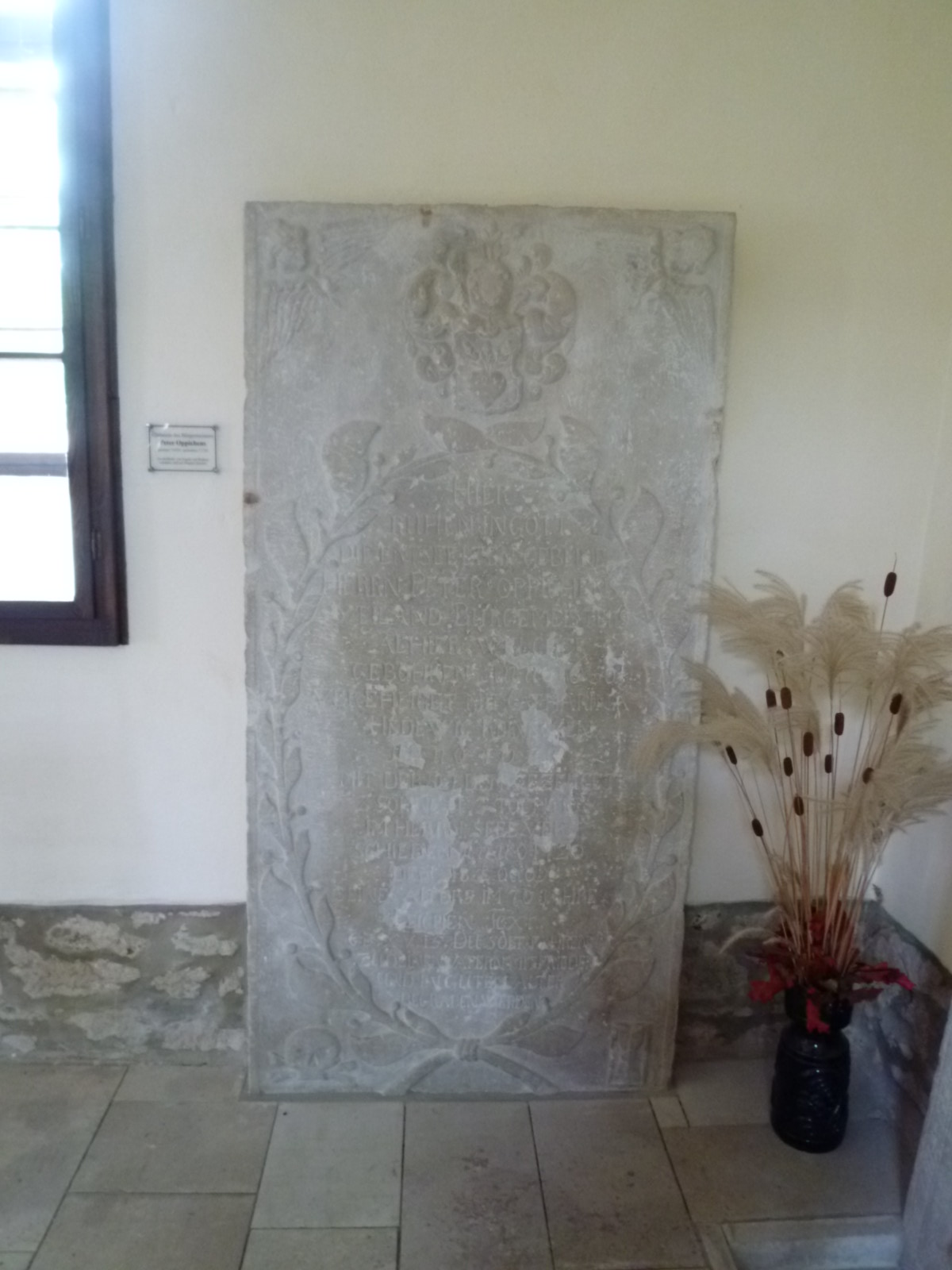
Epitaph von Eberhard Johann Leidig
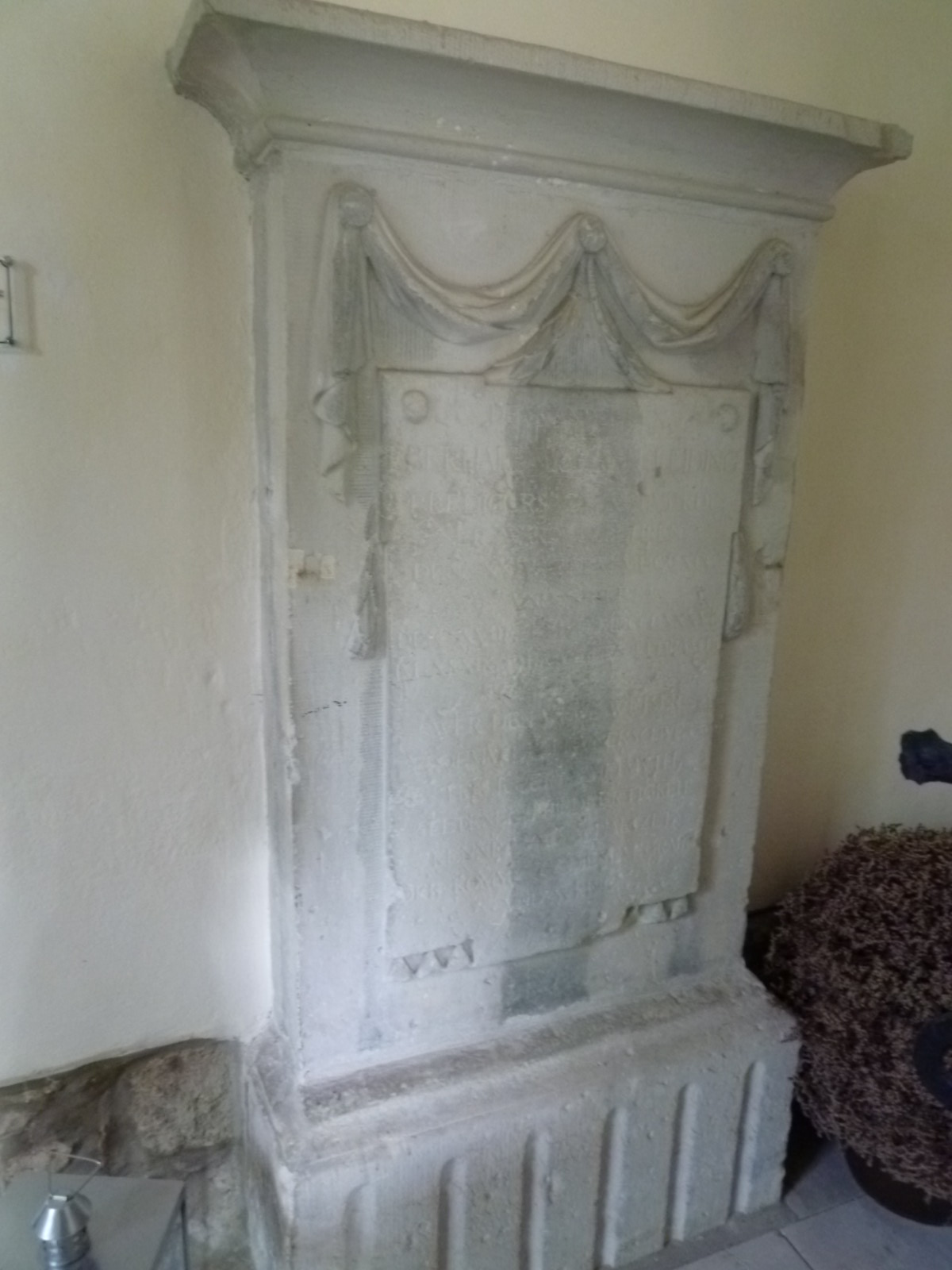
Epitaph in der Kirche
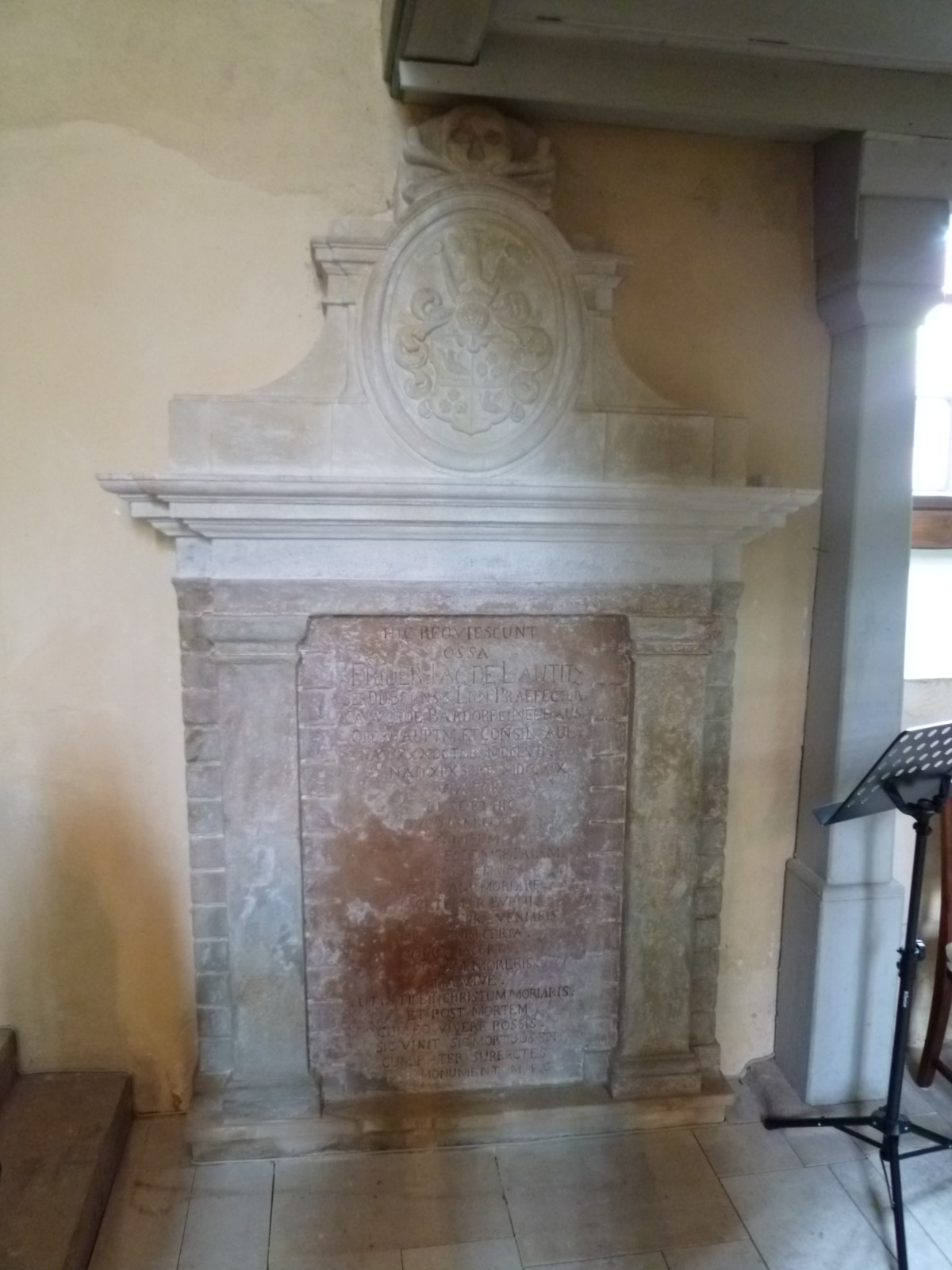
Epitaph von Friedrich Jacob von Lautitz
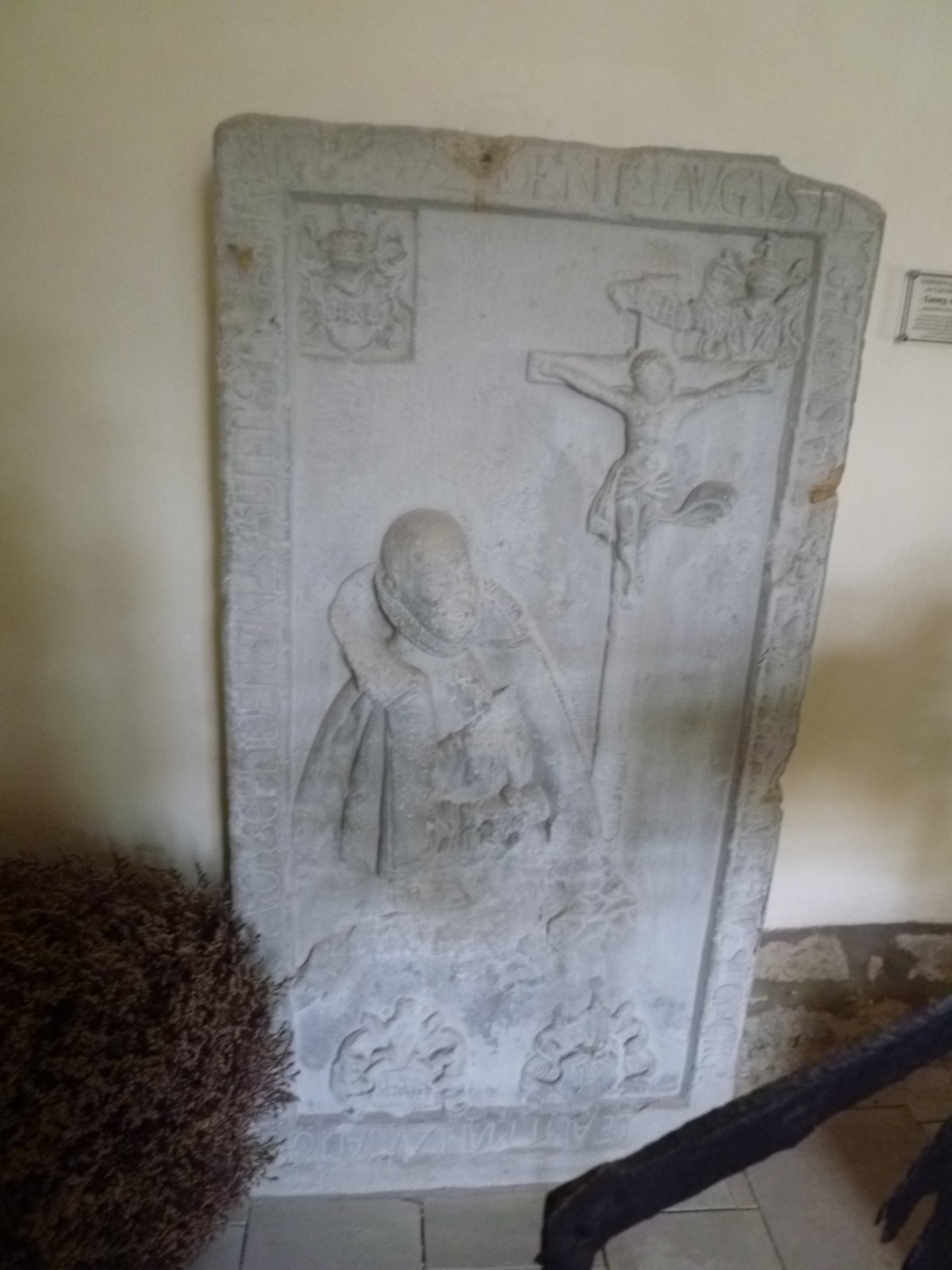
Epitaph des Georg von Halle
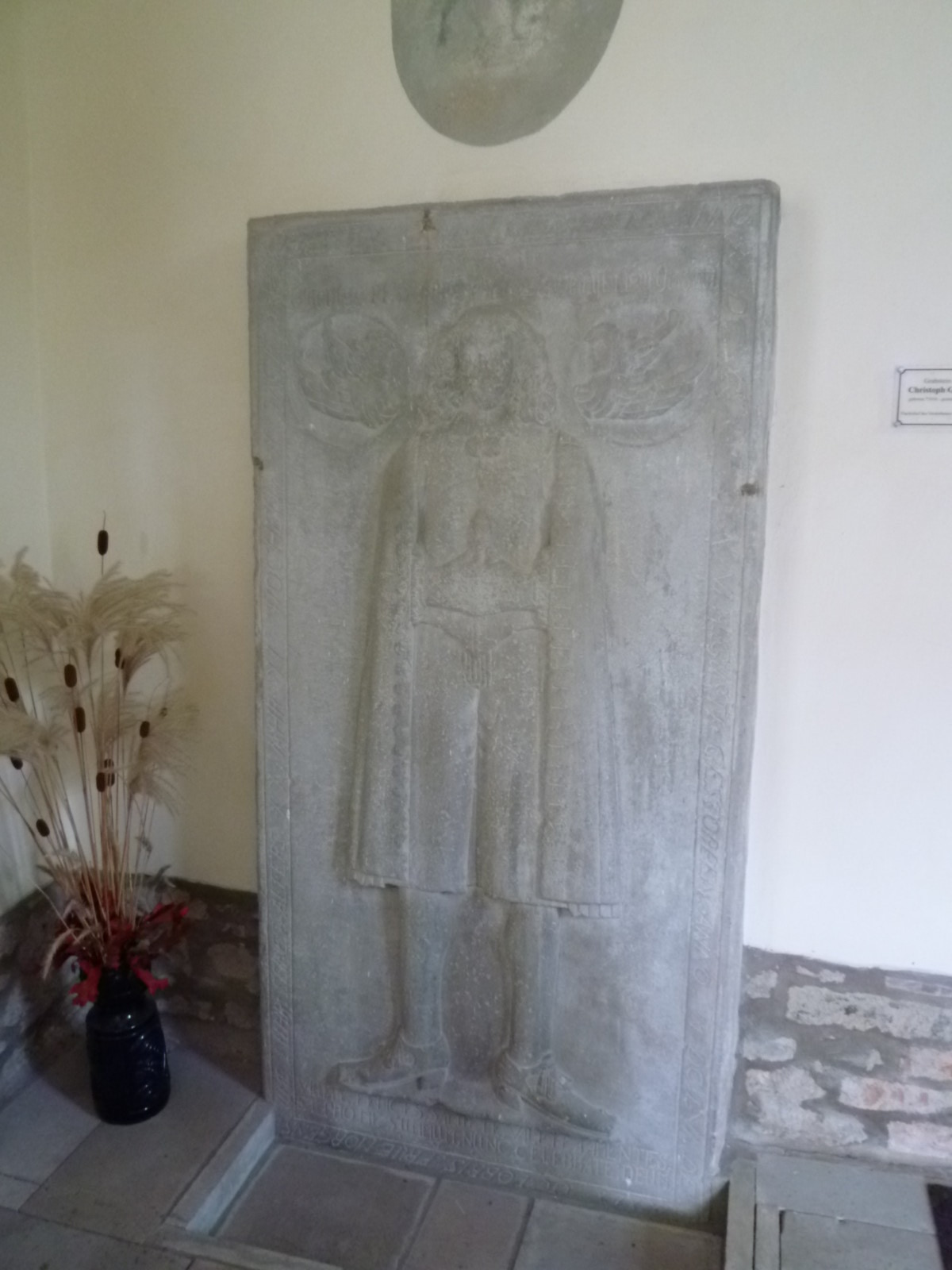
Epitaph von Christop Gewinn
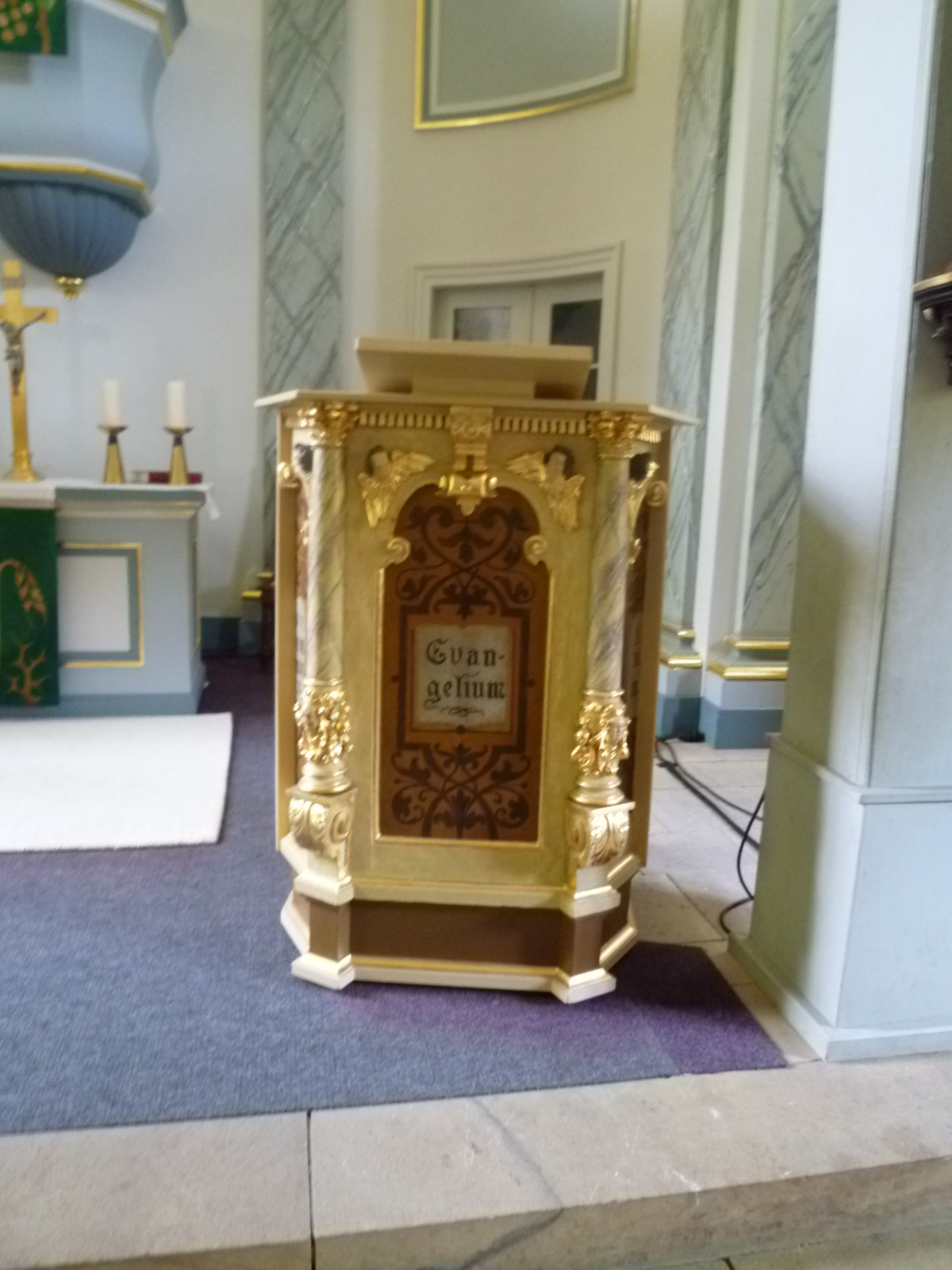
Dreiseitige Kanzel aus dem Jahr 1609
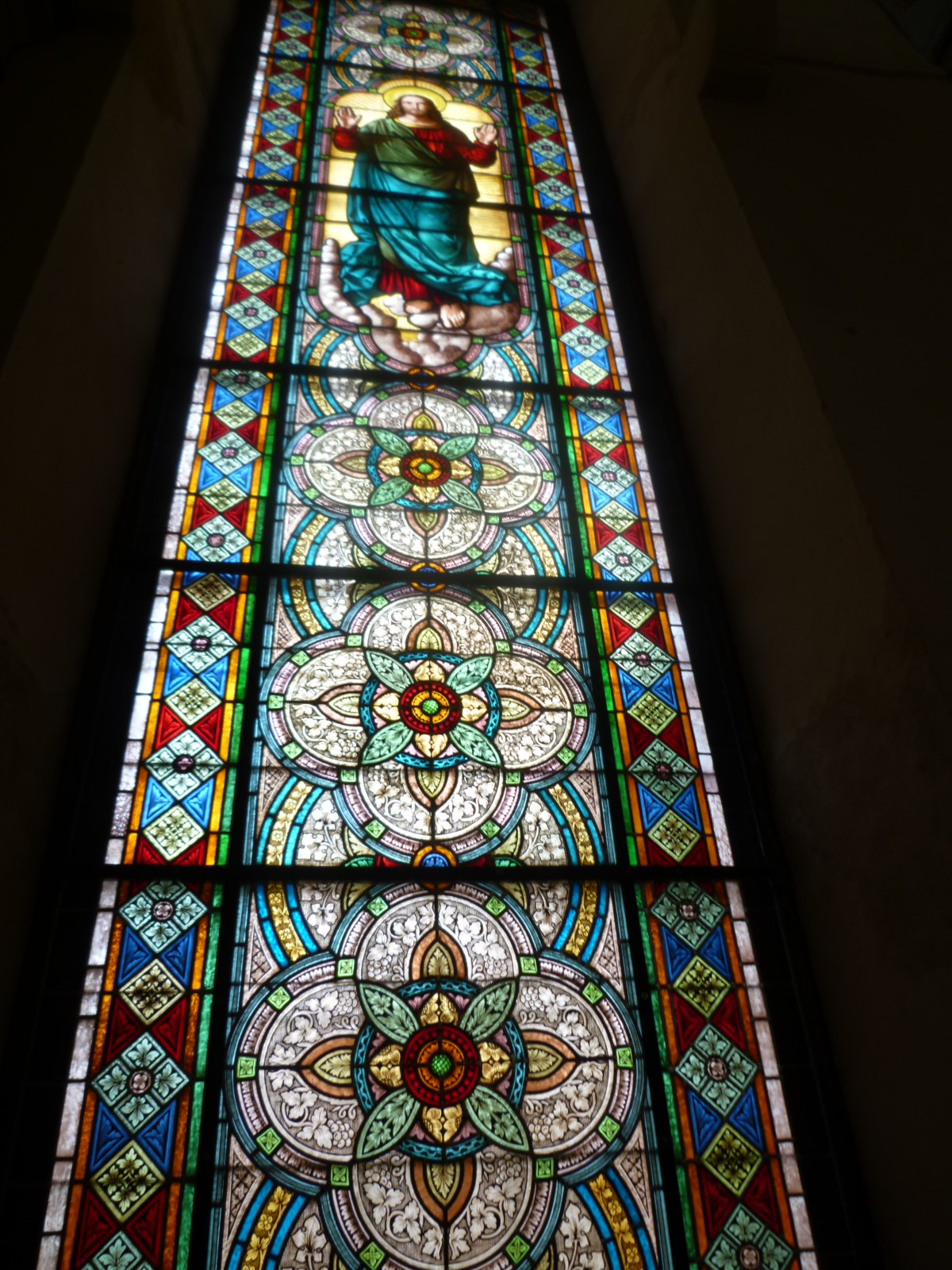
Südfenster
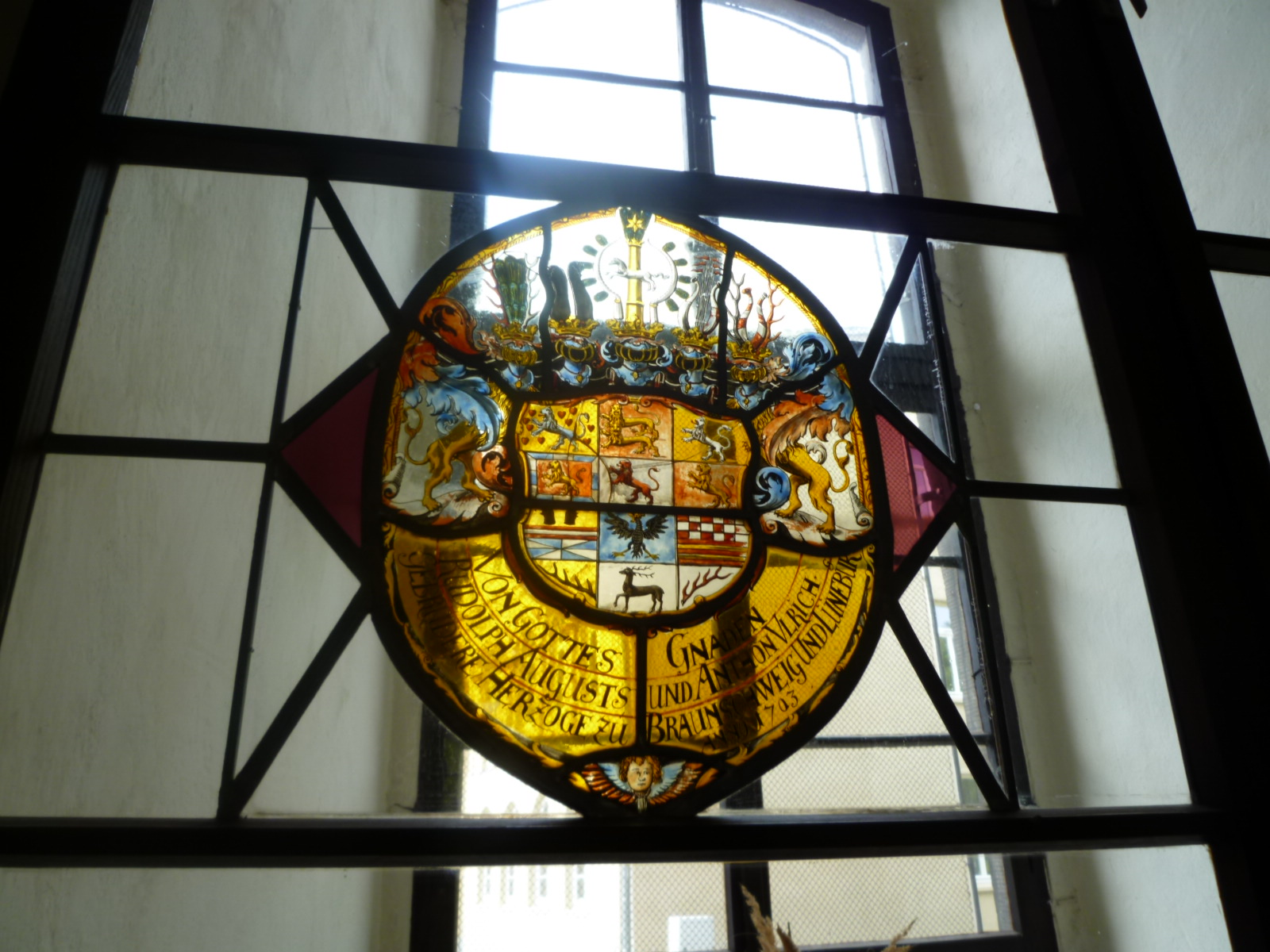
Glasmalerei aus dem Jahr 1703
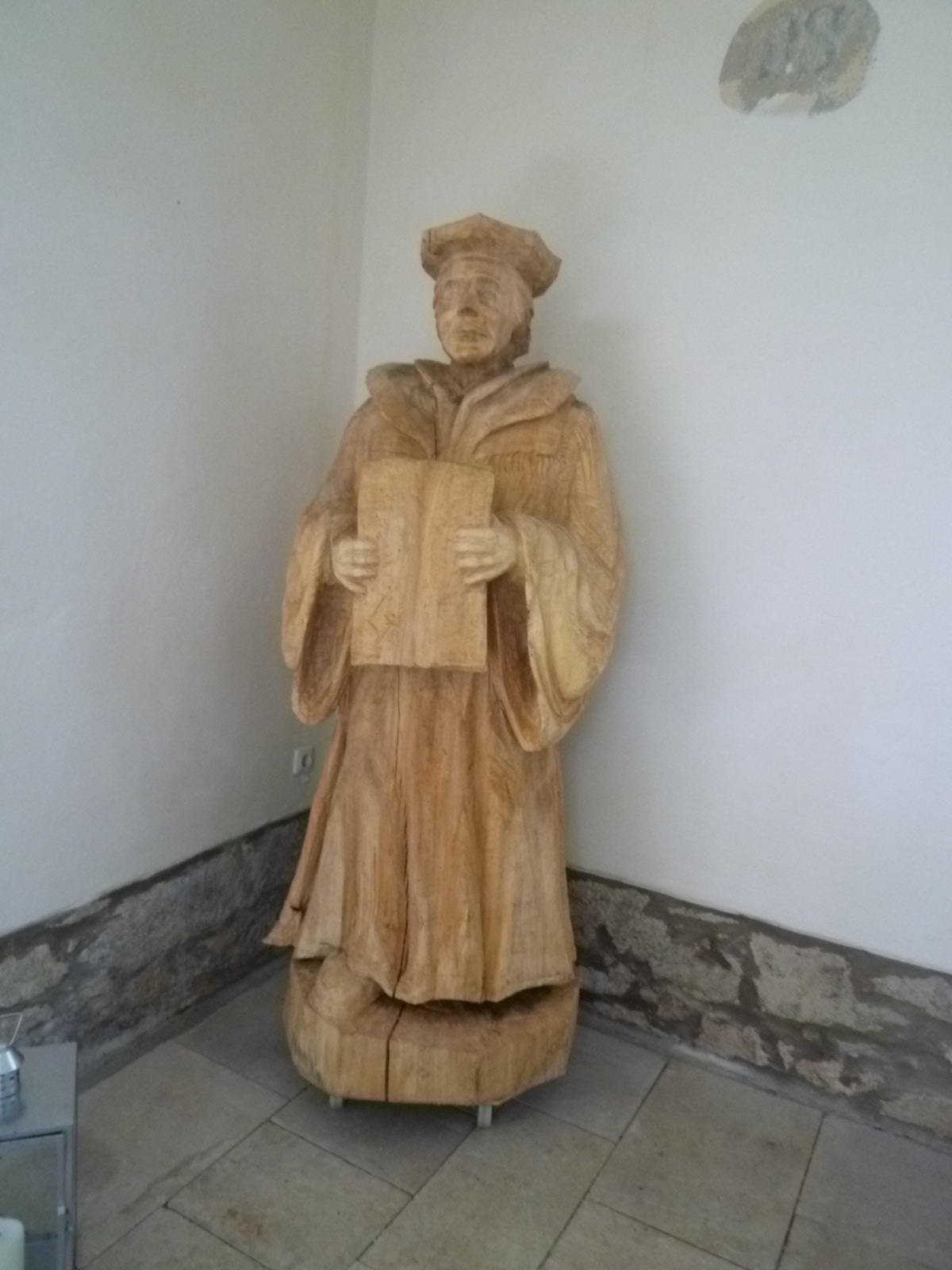
Schnitzerei – Martin Luther
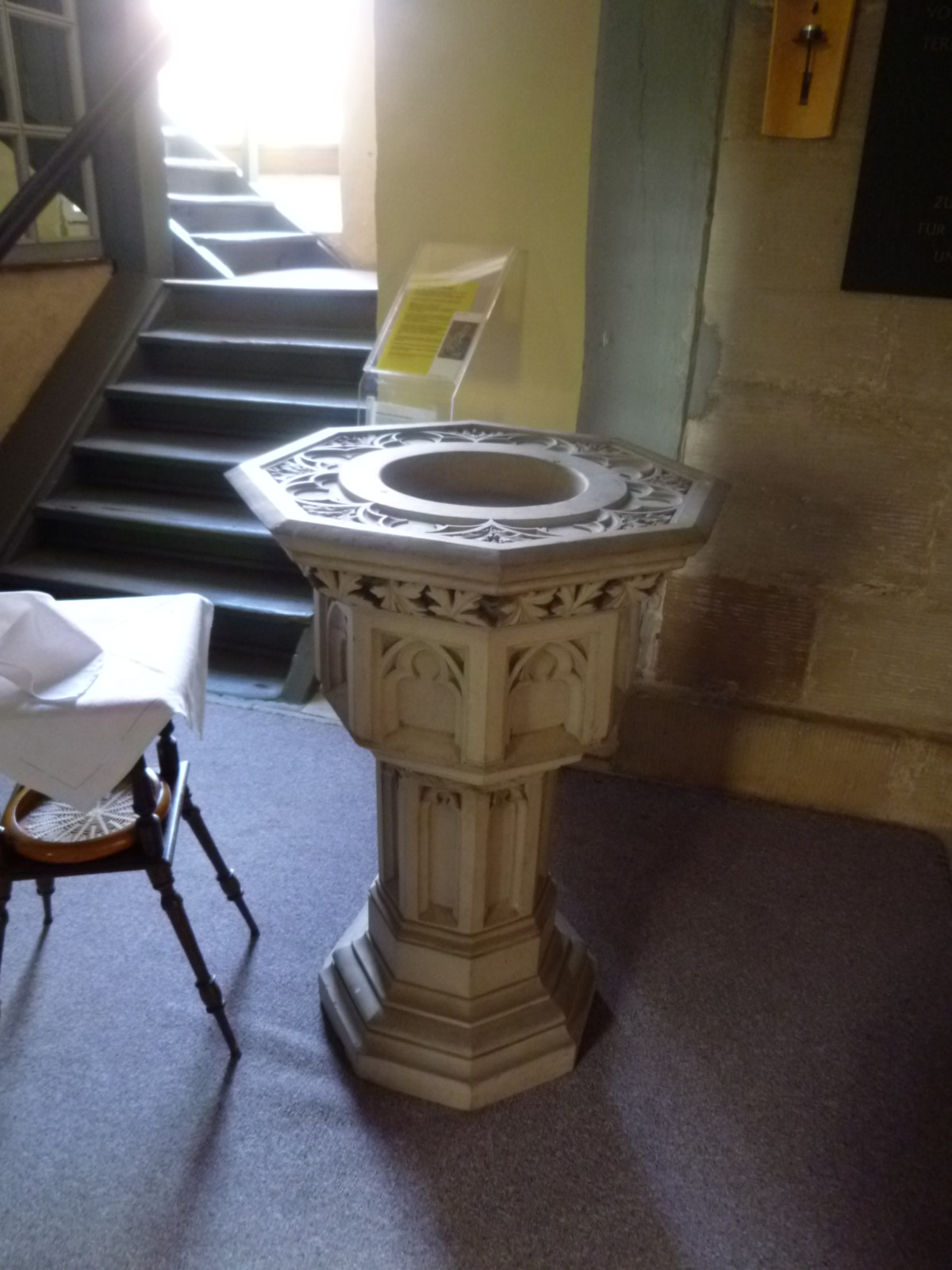
Taufstein aus dem Jahr 1609
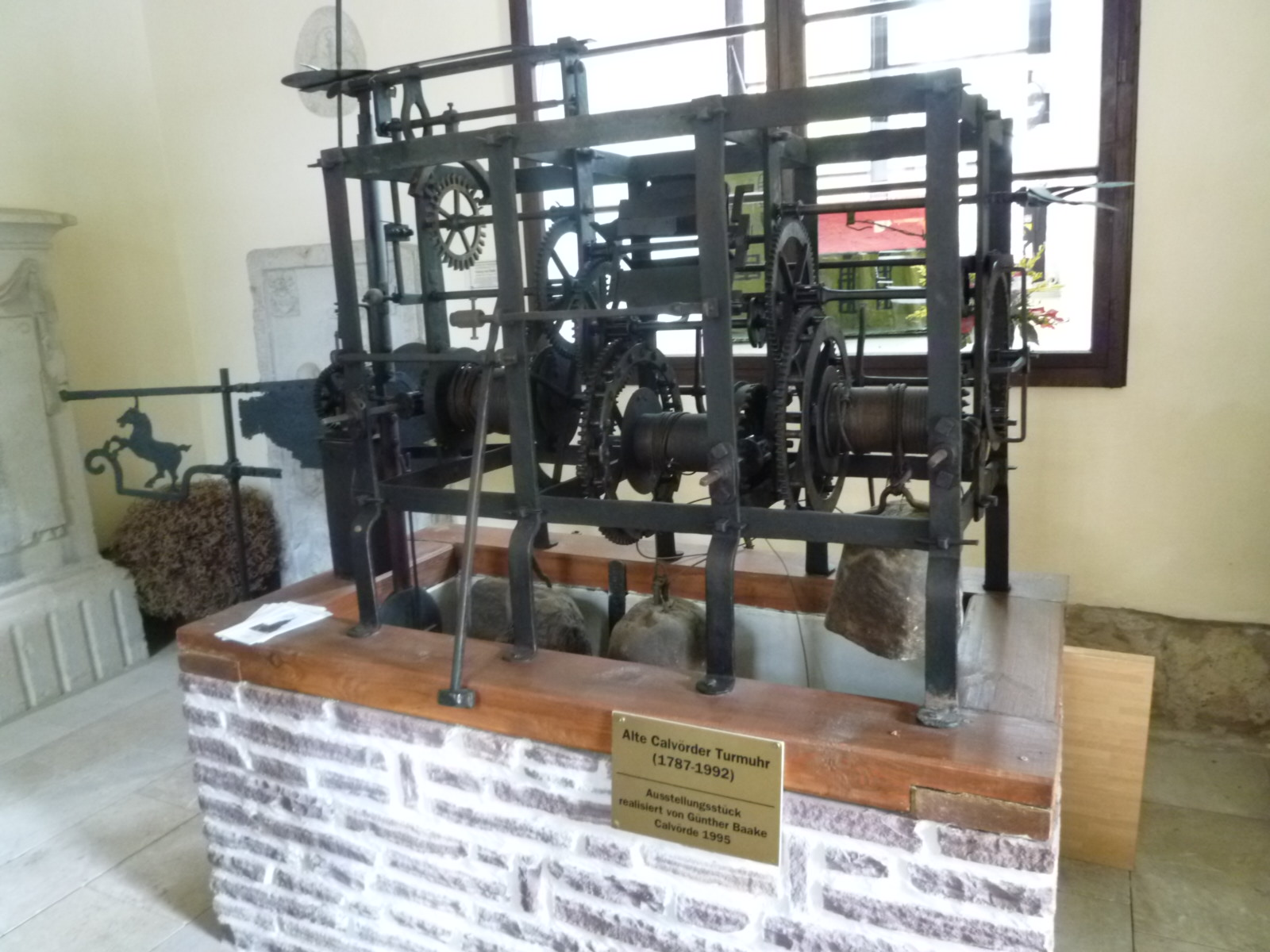
Altes Uhrwerk aus dem Jahr 1787
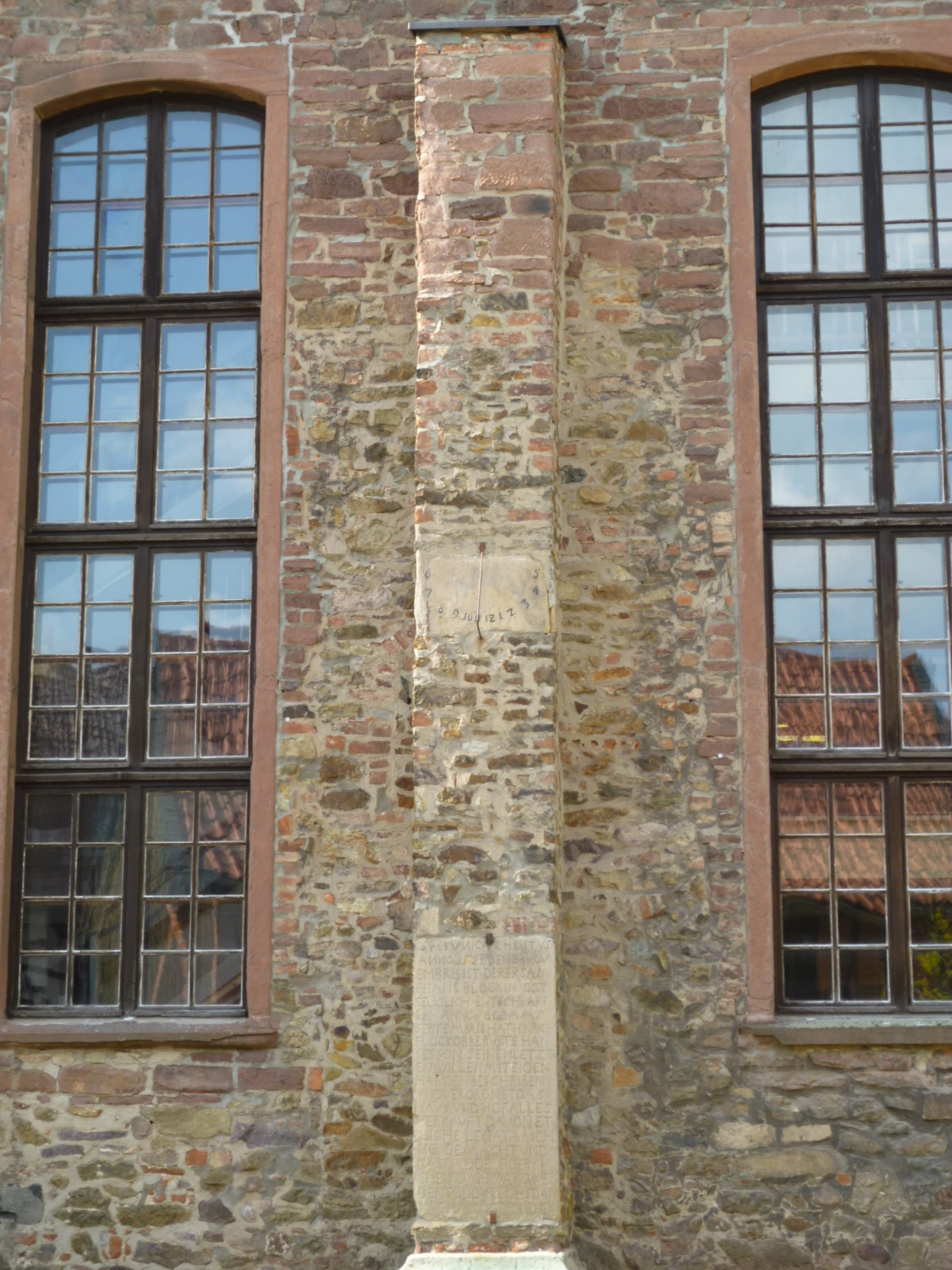
Epitaph des Hans Block und die Sonnenuhr

## Pfarrer seit der Reformation
| - Johann Fabricius od. Schmidt 1529–1565 - Johann Grolle 1566–1573 - Jacob Busse 1574–1584 - Heinrich Schwieger 1584–1615 - Johann Geislinger 1615–1627 - Johann Stöxem 1627–1641 - Mag. Johann Georg Pein 1641–1658 - Johann Büchner 1658–1668 - Caspar Ballhaus 1669–1688 - Julius Christoph Tieschen 1688–1708 - Johann Christoph Homann 1709–1751 - Ebergard Johann Leiding 1747–1786 - Johann Heinrich Helmuth 1786–1813 | - Friedrich Röver 1814–1836 - Johann Heinrich Traugott Kaiser 1837–1848 - Heinrich Kramer 1848–1855 - Heinrich Appel 1855–1878 - Paul Wolf 1878–1881 - Adalbert Bach 1881–1895 - Leopold Herbst 1895–1914 - Otto Gropp 1914–1932 - Gustav Giehl 1932–1934 - Waldemar Hille 1934–1946 - Gottfried Beckmann 1946–1975 - Andreas Knauf 1975–2011 - Jürgen Dittrich seit 2014 |

## Pfarrverband Calvörde-Uthmöden
Dies ist ein Pfarrverband, welcher zum 1. Januar 2011 gegründet wurde und ist somit eine neue Kirchengemeinde in Sachsen-Anhalt. Der neue Pfarrverband entstand durch die Zusammenlegung der beiden zur Braunschweigischen Landeskirche gehörenden Kirchspiele Calvörde und Uthmöden. Dem neuen Pfarrverband gehören nun 10 Orte an:
- Flecken Calvörde mit der St.-Georgs-Kirche als Pfarrkirche
- Elsebeck mit der Dorfkirche Elsebeck
- Jeseritz mit der Dorfkirche Jeseritz
- Uthmöden mit der Dorfkirche Uthmöden
- Parleib mit der Dorfkirche Parleib
- Zobbenitz mit der Ortskirche St.-Anna-Kirche
- Berenbrock, Lössewitz, Velsdorf und Dorst ohne Ortskirche

### Kirchspiel Calvörde
Das Kirchspiel Calvörde war eine bis zum 31. Dezember 2010 bestehende Kirchengemeinde im Landkreis Börde in Sachsen-Anhalt. Die Gemeinde wurde nach der deutschen Wiedervereinigung (1990) zum 1. Januar 1992 wieder in die Evangelisch-lutherische Landeskirche in Braunschweig eingegliedert und ist der Propstei Vorsfelde zugeordnet.
Dem Kirchspiel Calvörde gehörten 7 Orte an:
- Flecken Calvörde mit der St.-Georgs-Kirche als Pfarrkirche (Hauptkirche)
- Elsebeck mit der Dorfkirche Elsebeck
- Jeseritz mit der Dorfkirche Jeseritz,
- Parleib mit der Dorfkirche Parleib, sowie
- Berenbrock, Lössewitz und Velsdorf ohne Ortskirche